# The Ways of Yore
The Ways of Yore (укр. Шляхи минулого) — одинадцятий студійний альбом норвезького блек-метал-гурту Burzum, який вийшов 2 червня 2014 року на лейблі Byelobog Productions. Альбом продовжує лінію, яку Вікернес започаткував у 2013 році у попередньому релізі Sôl austan, Mâni vestan, головною ознакою якої є кардинальна зміна стилю від блек-металу до дарк-ембієнту, але на цей раз зі співом.
На обкладинці альбому — фрагмент гравюри "Вівіана і Мерлін", написаної видатним французьким художником Гюставом Доре для поеми "Ідилії короля" Альфреда Теннісона.

## Альбом
Перед виходом The Ways of Yore на офіційному сайті Варґ Вікернес заявив: «Це мій перший крок назустріч чомусь новому, але в той же час старому як витоки Європи. За допомогою The Ways of Yore я сподіваюсь поринути слухача в дні колишнього, щоб змусити його відчути дух минулого, який живий й донині в його крові».
12 травня 2014 року, Вікернес оприлюднив 30-секундний тізер кожної пісні з альбому на своєму YouTube-каналі.
Пісні «Emptiness» та «To Hel and Back Again» — це нові, перезаписані версії пісень «Tomhet» (з альбому Hvis lyset tar oss) та «Til Hel og Tilbake Igjen» (з Fallen) відповідно.
У жовтні 2016 року на своєму YouTube-каналі у відео «Про те, як я записував альбоми Burzum» Варґ розповів, що при запису  The Ways of Yore та альбому Sôl austan, Mâni vestan не було витрачено «ні пенні». За його словами, весь альбом він записав на комп'ютері Macintosh, який належить його дружині, а також, що він користувався виключно безкоштовними програмами звукозапису.

## Відгуки критиків
|                        | Альбому властива похмурість, але вже не від палаючої ненависті та ізоляції, яка живила ранні альбоми Burzum, але вона передає ту ж інтенсивність завдяки розспівам і традиційним інструментам з норвезької народної музики, які дуже пасують до стилю Вікернеса у створенні дійсно атмосферного звукового полотну. |
| — Рецензія з Allmusic, | |

## Список композицій
| #       | Назва                   | Переклад українською | Тривалість |
| ------- | ----------------------- | -------------------- | ---------- |
| 1.      | «God From The Machine»  | Бог з машини         | 1:40       |
| 2.      | «The Portal»            | Портал               | 2:19       |
| 3.      | «Heill Óðinn»           | Слава Одіну          | 3:11       |
| 4.      | «Lady In The Lake»      | Володарка озера      | 4:39       |
| 5.      | «The Coming Of Ettins»  | Прихід Йотунів       | 4:36       |
| 6.      | «The Reckoning Of Man»  | Розплата людини      | 7:56       |
| 7.      | «Heil Freyja»           | Слава Фреї           | 1:56       |
| 8.      | «The Ways Of Yore»      | Шляхи минулого       | 6:11       |
| 9.      | «Ek Fellr»              | Я падаю              | 2:54       |
| 10.     | «Hall Of The Fallen»    | Зала занепалих       | 5:06       |
| 11.     | «Autumn Leaves»         | Осіннє листя         | 4:50       |
| 12.     | «Emptiness»             | Пустота              | 13:13      |
| 13.     | «To Hel And Back Again» | У Гель і назад       | 10:44      |
| 1:08:35 |                         |                      |            |

## Виконавці
- Варґ Вікернес — усі інструменти, вокал, програмування
- Dan Capp - дизайн обкладинки.